# Paul Kratka
Paul Charles Kratka (Condado de Los Angeles, 23 de dezembro de 1955) é um ator, roteirista e quiropraxista norte-americano, mais conhecido por seu papel de Rick no filme de terror Friday the 13th Part III.

## Vida e carreira

### Primeiros anos
Paul Kratka nasceu no Condado de Los Angeles, na Califórnia, filho de Floell e Charles D. Kratka, artista gráfico que desenvolveu projetos modernistas no Aeroporto Internacional de Los Angeles. No final da década de 1970, Paul cursou teatro na Santa Monica College e começou a atuar profissionalmente em comerciais. Também interessou-se pela área da segurança alimentar, principalmente após conhecer, aos dezoito anos, a obra de Adelle Davis, influente nutricionista nos Estados Unidos na época.

### Cinema e trabalhos posteriores
No início dos anos 1980, Kratka fez um teste de elenco, por sugestão de um amigo, para o filme Friday the 13th Part III (1982), dirigido por Steve Miner. O ator já havia aparecido brevemente em um episódio da telessérie General Hospital e esse pequeno papel chamou a atenção dos produtores do longa-metragem. Kratka foi escalado para interpretar Rick, um dos protagonistas da trama. A sequência de morte desse personagem é uma das mais lembradas entre os filmes da série Friday the 13th: ele tem o crânio esmagado pelas mãos do vilão Jason Voorhees, em uma cena propositadamente criada para demonstrar os efeitos 3D da produção.
Após Friday the 13th Part III, Krafta decidiu afastar-se da atuação e passou a estudar biologia marinha. Entretanto, começou a se interessar pela quiropraxia depois de visitar um profissional dessa área. Frequentou a escola quiroprática da Life Chiropractic College West, pela qual obteve um diploma de doutorado em 1988. A partir de 1989, ele dirigiu seu próprio consultório de quiropraxia em Carlsbad, Califórnia, informando seus pacientes sobre cuidados nutricionais, suplementos alimentares e dieta equilibrada. Por volta de 2007, Kratka retornou sua carreira no cinema, atuando em alguns curtas-metragens do cineasta independente Scott Goldberg, além de roteirizar alguns desses filmes. Também participou de alguns longas-metragens independentes, convenções de fãs e documentários sobre a franquia Friday the 13th.

### Vida pessoal
Kratka é casado, tem duas irmãs e quatro filhos. Ele já residiu em Gloucester, Massachusetts. Em 2017, mudou-se para Porto Vila, Vanuatu, na Oceania, onde abriu seu novo consultório quiroprático após obter as licenças e certificações adequadas no novo país.

## Filmografia

### Cinema
| Ano  | Título                                                         | Papel                     | Notas                                 | Ref.   |
| ---- | -------------------------------------------------------------- | ------------------------- | ------------------------------------- | ------ |
| 1982 | Friday the 13th Part III                                       | Rick                      |                                       | [ 3 ]  |
| 2006 | The Day They Came Back                                         | Detetive Jason Ronner     | Curta-metragem                        | [ 10 ] |
| 2007 | Illuminated                                                    | Narrador                  | Curta-metragem; supervisor de roteiro | [ 11 ] |
| 2009 | Loss of Hope                                                   | Protagonista              | Curta-metragem; roteirista            | [ 12 ] |
| 2010 | Mr. Mullen                                                     | Ex-prefeito Daley Johnson | Curta-metragem                        | [ 13 ] |
| 2011 | Blood Was Everywhere                                           | Tio Dave                  |                                       | [ 3 ]  |
| 2013 | Crystal Lake Memories: The Complete History of Friday the 13th | Ele mesmo                 | Documentário em vídeo                 | [ 4 ]  |
| 2016 | The Bone Garden                                                | Norman Hardy              |                                       | [ 3 ]  |
| 2017 | Friday the 13th Part 3: The Memoriam Documentary               | Ele mesmo                 | Documentário de curta-metragem        | [ 4 ]  |

### Televisão
| Ano  | Título                                          | Papel     | Notas            | Ref.  |
| ---- | ----------------------------------------------- | --------- | ---------------- | ----- |
| 2009 | His Name Was Jason: 30 Years of Friday the 13th | Ele mesmo | Teledocumentário | [ 4 ] |